# Isostasius
Isostasius is een geslacht van vliesvleugelige insecten uit de familie Platygastridae.

## Soorten
- I. affinis (Foerster, 1861)
- I. apillosioculus Szabó, 1981
- I. atinas (Walker, 1835)
- I. billamelliscapus Szabó, 1981
- I. hyalipennis Szabó, 1981
- I. inserens (Kirby, 1800)
- I. pillosioculatus Szabó, 1981
- I. punctiger (Nees, 1834)
- I. rigocensis Szabó, 1981